# Frédéric Martens
Frédéric Martens (* 18. Dezember 1806 in Venedig; †  12. Januar 1885 in Paris) war ein aus Württemberg stammender Fotograf, der als Friedrich von Martens geboren wurde. Zuerst fertigte er Daguerreotypien an, bevor er sich etwa ab 1855 dem Kollodiumverfahren zuwandte. Er wirkte hauptsächlich in Frankreich.

## Leben

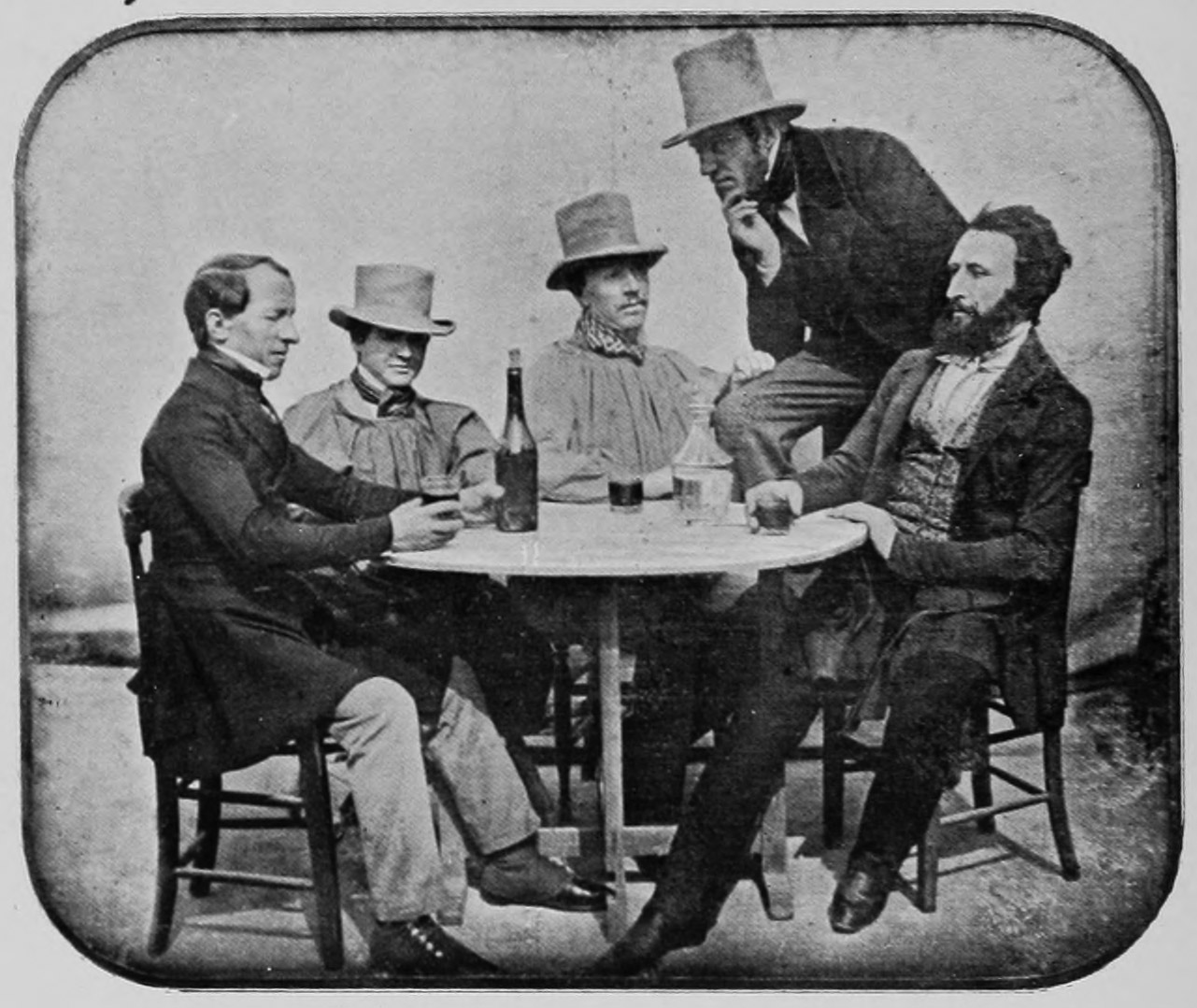
Noël Marie Paymal Lerebours (links), Frederic Martens (stehend) und A. Gaudin auf einer Daguerreotypie von 1844

Der Diplomatensohn studierte an der Kunstakademie in Venedig und anschließend bei dem Kupferstecher Sarasin in Basel. In den 1830er Jahren ließ er sich in Paris nieder und wurde später eingebürgert, weswegen er seinen Namen dem Französischen anpasste. Ab 1840 begann er gemeinsam mit Samuel Heer und Marc Secretan sich das neue Medium Daguerreotypie zu erschließen. 1844 ließ er sich eine von einem Uhrwerk getriebene Kamera patentieren, die einen Bogen von 150 Grad um eine gebogene Metallplatte – in gleichmäßigem Abstand – beschrieb und so das Bild auf den Bildträger projizierte. Diese Erfindung gilt als eine der ersten Panoramakameras.
Martens war einer der ersten Bergfotografen und lebte abwechselnd in Lausanne und Paris. Sein Archiv verbrannte 1871 während der Pariser Kommune. Er verstarb 1885 in Paris.

## Werk
Martens war der erste, der große Panoramafotografien anfertigte. Seine ersten Panoramafotos waren in Folge des daguerreschen Positivverfahrens immer horizontal gespiegelt. Bekannt wurde Martens durch das vom Dach eines Pavillons im Louvre gemachte Foto La seine, la rive gauche et l’ile de la Cite aus dem Jahr 1846. Es ist mehr als 40 cm lang und von einer für die Zeit außergewöhnlichen Schärfe. Während der Weltausstellung 1851 in London stellte er eine Panoramafotografie des Mont Blanc aus, die aus vierzehn einzelnen Fotografien bestand.
Ein Meilenstein der Fotografie war es, als er Abzüge von den neunundzwanzig Negativen macht und zu einem Panorama zusammenstellt, die von Jean-Charles Langlois und Léon-Eugène Méhédin – einem Schüler von Gustave Le Gray – während des Krimkrieges gemacht wurden und die Belagerung von Sewastopol im Jahr 1855 zeigen.
Martens machte sich später einen Namen als Porträtist und Fotograf von zurückkehrenden Teilnehmern des Krimkrieges und als Hoffotograf Napoleon III. Auf der Weltausstellung 1851 in London und 1855 in Paris wurden seine Fotografien mit einer Medaille ausgezeichnet. Seine Fotografien werden im Musée d’Orsay und in der Bibliothèque nationale de France ausgestellt.